# Đội tuyển bóng chuyền nữ quốc gia Nga
Đội tuyển bóng chuyền nữ quốc gia Nga được quản lý bởi Liên đoàn bóng chuyền Nga và tham gia các giải thi đấu quốc tế.
Từ 1949 đến 1991, họ tham gia các giải đấu với tư cách đội tuyển Liên Xô và với tư cách đội tuyển CIS vào năm 1992.

## 12 lần chiến thắng ở các giải Thế giới

### Liên Xô (10)
| Năm   | Giải                    | Chủ nhà    | Á quân     | Hạng 3e           |
| ----- | ----------------------- | ---------- | ---------- | ----------------- |
| 1952  | 1st World Championship  | Liên Xô    | Ba Lan     | Czechoslovakia    |
| 1956  | 2nd World Championship  | Pháp       | România    | Ba Lan            |
| 1960  | 3rd World Championship  | Brazil     | Nhật Bản   | Czechoslovakia    |
| 1968# | 19th Olympic Games      | México     | Nhật Bản   | Ba Lan            |
| 1970# | 6th World Championship  | Bulgaria   | Nhật Bản   | CHDCND Triều Tiên |
| 1972# | 20th Olympic Games      | Tây Đức    | Nhật Bản   | CHDCND Triều Tiên |
| 1973# | 1st World Cup           | Uruguay    | Nhật Bản   | Hàn Quốc          |
| 1980  | 22nd Olympic Games      | Liên Xô    | Đông Đức   | Bulgaria          |
| 1988  | 24th Olympic Games      | Hàn Quốc   | Perú       | Trung Quốc        |
| 1990  | 11th World Championship | Trung Quốc | Trung Quốc | Hoa Kỳ            |

### Liên Bang Nga (2)
| Năm  | Giải                    | Chủ nhà  | Á quân | Hạng 3   |
| ---- | ----------------------- | -------- | ------ | -------- |
| 2006 | 15th World Championship | Nhật Bản | Brasil | Serbia   |
| 2010 | 16th World Championship | Nhật Bản | Brasil | Nhật Bản |

## Kết quả

### Thế vận hội
Liên Xô
- 1964 — Huy chương bạc
- 1968 —  Huy chương vàng
- 1972 —  Huy chương vàng
- 1976 — Huy chương bạc
- 1980 —  Huy chương vàng
- 1988 —  Huy chương vàng

SNG
- 1992 — Huy chương bạc

Liên Bang Nga
- 1996 — Hạng 4
- 2000 — Huy chương bạc
- 2004 — Huy chương bạc
- 2008 — Đồng hạng 5
- 2012 — Đồng hạng 5
- 2016 — Đồng hạng 5

### Vô địch Thế giới
Liên Xô
- 1952 –  Huy chương vàng
- 1956 –  Huy chương vàng
- 1960 –  Huy chương vàng
- 1962 –  Huy chương bạc
- 1970 –  Huy chương vàng
- 1974 –  Huy chương bạc
- 1978 –  Huy chương đồng
- 1982 – Hạng 6
- 1986 – Hạng 6
- 1990 –  Huy chương vàng

Liên Bang Nga
- 1994 –  Huy chương đồng
- 1998 –  Huy chương đồng
- 2002 –  Huy chương đồng
- 2006 –  Huy chương vàng
- 2010 –  Huy chương vàng
- 2014 – Hạng 5

### FIVB World Cup
Liên Xô
- 1973 –  Huy chương vàng
- 1977 – Đồng hạng 7
- 1981 –  Huy chương đồng
- 1985 –  Huy chương đồng
- 1989 –  Huy chương bạc
- 1991 –  Huy chương đồng

Liên Bang Nga
- 1999 –  Huy chương bạc
- 2015 – Hạng 4

### FIVB World Grand Prix
Liên Bang Nga
- 1993 —  Huy chương đồng
- 1994 — Hạng 7
- 1995 — Hạng 6
- 1996 —  Huy chương đồng
- 1997 —  Huy chương vàng
- 1998 —  Huy chương bạc
- 1999 —  Huy chương vàng
- 2000 —  Huy chương bạc
- 2001 —  Huy chương đồng
- 2002 —  Huy chương vàng
- 2003 —  Huy chương bạc
- 2004 — Hạng 7
- 2006 —  Huy chương bạc
- 2007 — Hạng 4
- 2009 —  Huy chương bạc
- 2011 — Hạng 4
- 2013 — Hạng 7
- 2014 —  Huy chương đồng
- 2015 —  Huy chương bạc
- 2016 — Hạng 4

### Vô địch châu Âu
Liên Xô
- 1949 –  Huy chương vàng
- 1950 –  Huy chương vàng
- 1951 –  Huy chương vàng
- 1955 –  Huy chương bạc
- 1958 –  Huy chương vàng
- 1963 –  Huy chương vàng
- 1967 –  Huy chương vàng
- 1971 –  Huy chương vàng
- 1975 –  Huy chương vàng
- 1977 –  Huy chương vàng
- 1979 –  Huy chương vàng
- 1981 –  Huy chương bạc
- 1983 –  Huy chương bạc
- 1985 –  Huy chương vàng
- 1987 –  Huy chương bạc
- 1989 –  Huy chương vàng
- 1991 –  Huy chương vàng

Liên Bang Nga
- 1993 –  Huy chương vàng
- 1995 –  Huy chương đồng
- 1997 –  Huy chương vàng
- 1999 –  Huy chương vàng
- 2001 –  Huy chương vàng
- 2003 – Hạng 5
- 2005 –  Huy chương đồng
- 2007 –  Huy chương đồng
- 2009 – Hạng 6
- 2011 – Hạng 6
- 2013 –  Huy chương vàng
- 2015 –  Huy chương vàng

## Đội hình hiện tại

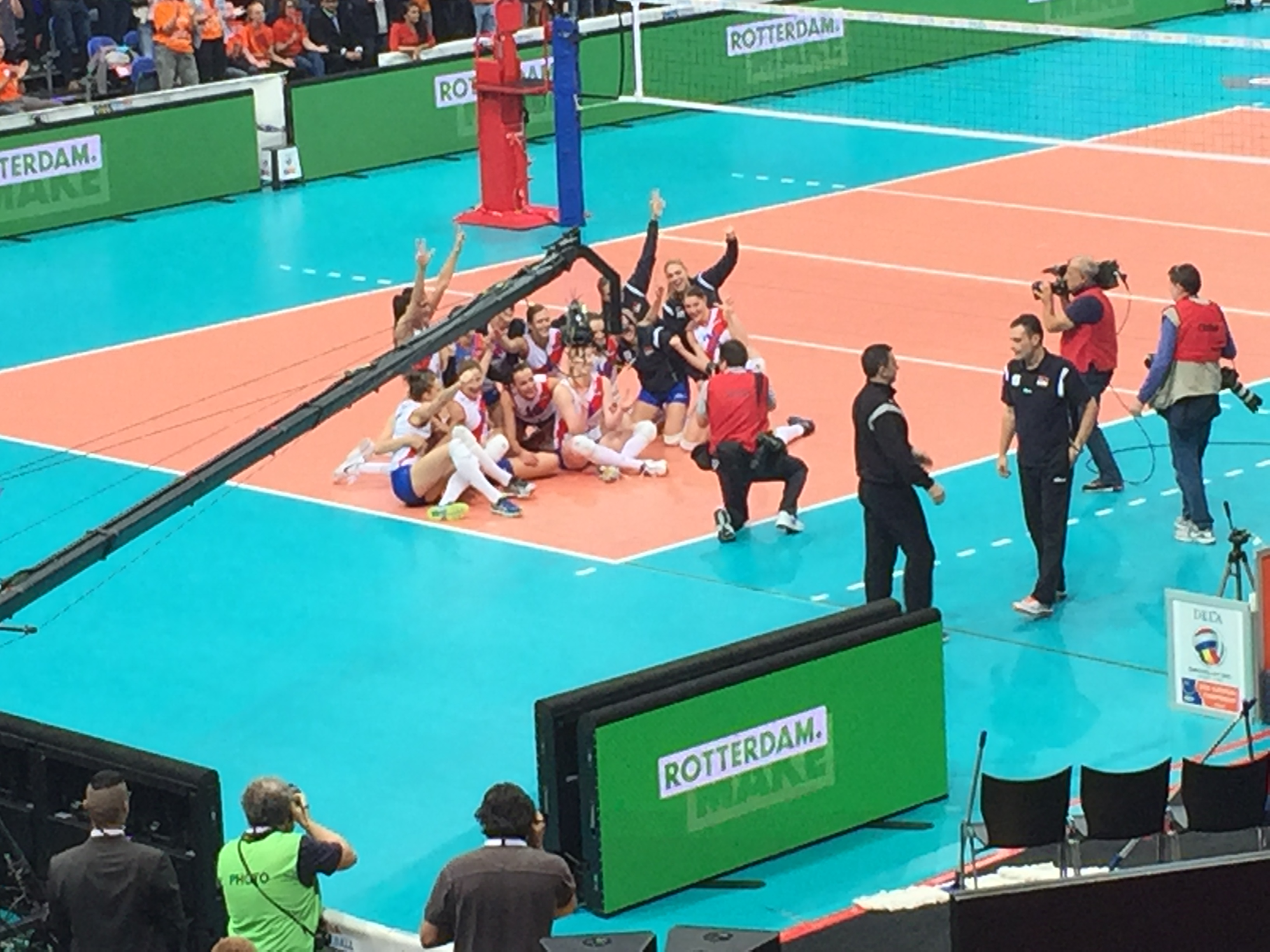
Đội tuyển Nga vô địch Châu Âu năm 2015

Đây là đội hình đội tuyển bóng chuyền nữ quốc gia Nga tham dự Thế vận hội Mùa hè 2016. 
Huấn luyện viên: Yuri Marichev
| Số | Tên                      | Ngày sinh            | Chiều cao           | Cân nặng       | Nhảy đập        | Nhảy chắn       | Câu lạc bộ năm 2015–16 |
| -- | ------------------------ | -------------------- | ------------------- | -------------- | --------------- | --------------- | ---------------------- |
| 1  | Yana Shcherban           | 6 tháng 9 năm 1989   | 1,85 m (6 ft 1 in)  | 71 kg (157 lb) | 298 cm (117 in) | 294 cm (116 in) | Dynamo Moscow          |
| 3  | Elena Ezhova             | 14 tháng 8 năm 1977  | 1,78 m (5 ft 10 in) | 69 kg (152 lb) | 288 cm (113 in) | 282 cm (111 in) | Dynamo Kazan           |
| 4  | Irina Zaryazhko          | 4 tháng 10 năm 1991  | 1,96 m (6 ft 5 in)  | 78 kg (172 lb) | 305 cm (120 in) | 290 cm (110 in) | Uralochka Ekaterinburg |
| 6  | Daria Malygina           | 4 tháng 4 năm 1994   | 2,02 m (6 ft 8 in)  | 82 kg (181 lb) | 317 cm (125 in) | 305 cm (120 in) | Zarechie Odintsovo     |
| 8  | Nataliya Goncharova      | 1 tháng 6 năm 1989   | 1,94 m (6 ft 4 in)  | 75 kg (165 lb) | 315 cm (124 in) | 306 cm (120 in) | Dynamo Moscow          |
| 9  | Vera Ulyakina            | 21 tháng 8 năm 1986  | 1,80 m (5 ft 11 in) | 73 kg (161 lb) | 298 cm (117 in) | 293 cm (115 in) | Dynamo Moscow          |
| 10 | Ekaterina Kosianenko (C) | 2 tháng 2 năm 1990   | 1,78 m (5 ft 10 in) | 64 kg (141 lb) | 290 cm (110 in) | 285 cm (112 in) | Dynamo Moscow          |
| 14 | Irina Fetisova           | 7 tháng 9 năm 1994   | 1,90 m (6 ft 3 in)  | 76 kg (168 lb) | 307 cm (121 in) | 286 cm (113 in) | Dynamo Moscow          |
| 15 | Tatiana Kosheleva        | 23 tháng 12 năm 1988 | 1,91 m (6 ft 3 in)  | 67 kg (148 lb) | 315 cm (124 in) | 305 cm (120 in) | Dinamo Krasnodar       |
| 16 | Irina Voronkova          | 20 tháng 10 năm 1995 | 1,90 m (6 ft 3 in)  | 84 kg (185 lb) | 305 cm (120 in) | 290 cm (110 in) | Zarechie Odintsovo     |
| 19 | Anna Malova (L)          | 16 tháng 4 năm 1990  | 1,75 m (5 ft 9 in)  | 59 kg (130 lb) | 286 cm (113 in) | 290 cm (110 in) | Dynamo Moscow          |
| 20 | Anastasia Shlyakhovaya   | 5 tháng 10 năm 1990  | 1,92 m (6 ft 4 in)  | 69 kg (152 lb) | 313 cm (123 in) | 307 cm (121 in) | Dinamo Krasnodar       |